# Steinar Hoen
Steinar Breidsvoll Hoen (Oslo, 8 de fevereiro de 1971) é um antigo atleta norueguês, especialista em salto em altura, na qual foi Campeão da Europa em 1994. No dia 1 de julho de 1997 conseguiu a marca de 2.36 m, que constitui, ainda hoje, o recorde norueguês.

## Palmarés
| Ano                     | Evento                               | Local                   | Marca                   | Posição                 | Observações              |
| Representando a Noruega | Representando a Noruega              | Representando a Noruega | Representando a Noruega | Representando a Noruega | Representando a Noruega  |
| ----------------------- | ------------------------------------ | ----------------------- | ----------------------- | ----------------------- | ------------------------ |
| 1990                    | III Campeonatos Mundiais de Juniores | Plovdiv, Bulgária       | 2.10 m                  | 11º                     |                          |
| 1991                    | III Campeonatos Mundiais             | Tóquio, Japão           | 2.20 m                  | 14º                     |                          |
| 1992                    | XXV Jogos Olímpicos                  | Barcelona, Espanha      | 2.23 m                  | 15º na qualif.          | Não apurado para a final |
| 1993                    | IV Campeonatos Mundiais Indoor       | Toronto, Canadá         | 2.24 m                  | 9º                      |                          |
| 1993                    | IV Campeonatos Mundiais              | Estugarda, Alemanha     | 2.25 m                  | 15º na qualif.          | Não apurado para a final |
| 1994                    | XVI Campeonatos Europeus             | Helsínquia, Finlândia   | 2.35 m                  | 1º                      | Medalha de Ouro          |
| 1994                    | VII Taça do Mundo                    | Londres, Reino Unido    | 2.25 m                  | 4º                      |                          |
| 1995                    | V Campeonatos Mundiais Indoor        | Barcelona, Espanha      | 2.32 m                  | 4º                      |                          |
| 1995                    | V Campeonatos Mundiais               | Gotemburgo, Suécia      | 2.35 m                  | 4º                      |                          |
| 1996                    | XXIV Campeonatos Europeus Indoor     | Estocolmo, Suécia       | 2.31 m                  | 3º                      | Medalha de bronze        |
| 1996                    | XXVI Jogos Olímpicos                 | Atlanta, Estados Unidos | 2.32 m                  | 5º                      |                          |
| 1997                    | VI Campeonatos Mundiais Indoor       | Paris, França           | 2.25 m                  | 8º                      |                          |
| 1997                    | VII Campeonatos Mundiais             | Atenas, Grécia          | 2.32 m                  | 4º                      |                          |
| 1998                    | XVII Campeonatos Europeus            | Budapeste, Hungria      | 2.30 m                  | 6º                      |                          |